# Embelia brassii
Embelia brassii är en viveväxtart som beskrevs av Herman Otto Sleumer. Embelia brassii ingår i släktet Embelia och familjen viveväxter. Inga underarter finns listade i Catalogue of Life.